# Le Lac enchanté

Le Lac enchanté, opus 62, est un poème symphonique d'Anatoli Liadov, sous-titré « scène de conte de fées », dédié à Nicolas Tcherepnine et créé le 21 février 1909 à Saint-Pétersbourg sous la direction du dédicataire.

## Argument et structure
Aux frontières du symbolisme et de l'impressionnisme, le Lac enchanté est une œuvre singulière, qui n'est pas construite sur un thème musical et ses développements mais plutôt autour d'un climat sonore tout particulier, ce qui fait dire au musicologue André Lischke : « tout l'effet envoûtant tient à la texture de l'instrumentation, aux métamorphoses harmoniques, et à des figurations qui traduisent le frémissement de l'eau (cordes divisées) et le scintillement des étoiles qui s'y reflètent (flûte, célesta, harpe) ». 
La durée de la pièce est d'approximativement 7 minutes trente.

## Instrumentation
Le Lac enchanté est écrit pour orchestre symphonique avec trois flûtes, deux hautbois, trois clarinettes, deux bassons, quatre cors, timbales, célesta, grosse caisse, harpe et cordes.
| Instrumentation de Le Lac enchanté                                          |
| Cordes                                                                      |
| premiers violons, seconds violons, altos, violoncelles, contrebasses, harpe |
| Bois                                                                        |
| 3 flûtes, 2 hautbois, 3 clarinettes, 2 bassons                              |
| Cuivres                                                                     |
| 4 cors                                                                      |
| Percussions                                                                 |
| timbales, grosse caisse, célesta                                            |